# Ferry Laureyns
Ferry Laureyns (* 1507 in Maretz; † 1558 in Mechelen) war 1525 Botschafter von Margarete von Österreich bei Heinrich VIII. von England.

## Leben
Seine Eltern waren Jeanne de Gros und Josse Chevalier Laureyns. Seine Frau war eine geborene Molbaix. Er wurde Heer, Seigneur auch Señor de von Terdeghem genannt.

## Atelier Monétaire de Malines
1357 gewährte Louis de Mal der Stadt Mechelen das Münzrecht, welches im Atelier monétaire de Malines
in der Vieux Bruel der heutigen Rue du Bruel in der Nähe von Mechelen wahrgenommen wurde.
Ferry Laureyns erwarb die Münzprägeanstalt von Filips Wielant (~* 1441 Gent- † 2. März 1520 ebenda).